# Zopía
 Zopía (Soppia, Supía), pleme američkih Indijanaca koje je nekada živjelo u regiji rijeke Cauca u Kolumbiji, gdje su bili sjeverni susjedi Ancerma, odnosno u području današnje općine Supía do San Lorenza, departman Caldas. Jezično su pripadali porodici cariban. 
Nasljeđe je kod njih, kao i kod Nutibara, prelazilo na najstarijeg sina glavne žene, a ako ga nije imao na sina njegove najstarije sestre.